# Животные в рестлинге
Практика использования животных в профессиональном рестлинге претерпевала изменения на протяжении всей истории данного вида спорта. Среди животных, которые использовались в качестве противников людей в матчах, имеются, в частности, медведи, тигры, гепарды и орангутаны.

## Животные, используемые в качестве рестлеров

#### Медведи
Медведи уже давно стали частью профессионального рестлинга. Медведям — рестлерам обычно в раннем возрасте удаляли когти с целью избежать травмирования их противников во время поединка. В большинстве своем медведи боролись с профессиональными рестлерами, однако в иных случаях зрителям шоу также предлагалось попробовать победить медведя, в случае успеха им выплачивалось денежное вознаграждение. Рестлинг с медведями пользовался наибольшей популярностью на юге Соединенных Штатов Америки в 1960-х и 1970-х годах. Наиболее известным медведем — рестлером является барибал по кличке Ужасный Тед, выигравший в своей карьере свыше 500 схваток.
Геркулес, еще один знаменитый медведь-рестлер, боролся с Ужасным Тедом в одном из рестлинг — промоушенов в Торонто. После ухода из спорта Геркулес переехал в Шотландию и стал актером. В 1983 году он снялся в фильме о Джеймсе Бонде «Осьминожка» и был признан «личностью года» Шотландским советом по туризму.

#### Иные виды
Популярный канадский промоутер и рестлер Стю Харт боролся с тиграми в рамках своего промоушена «Stampede». Его поединок с тигром Сашей был проведен в качестве рекламного трюка для продвижения промоушена и проводился от имени Ассоциации рыбаков и дикой природы Калгари.
Дочь Харта Диана также рассказывала о том, что в его особняке жил гепард, с которым он планировал провести поединок. В свою очередь, соперником чемпиона WWF Бруно Саммартино по одному из матчей выступил орангутан.
Матч длился пятнадцать минут, и Саммартино зарабатывал 25 долларов за каждые пять минут. Через несколько лет после поединка спортсмен заявил, что согласился на матч только потому, что отчаянно нуждался в деньгах., поскольку на тот момент лишь недавно начал карьеру в рестлинге. Помимо этого, Саммартино утверждал, что поединок был крайне болезненным и небезопасным, так как животное не было обучено выступать.
Тедди Харт, внук Стю Харта, выразил заинтересованность в использовании таких животных, как кошки и собаки, в своих матчах. Он много раз приводил своих кошек с собой на ринг.

По этому поводу Харт заявил следующее:
«Я тренирую кошек, чтобы они выходили со мной на ринг, а также пытаюсь приучить животных участвовать в матчах. Я пытаюсь заставить животных, таких как собака, в основном дергать судью за ногу до счета „три“, такие мелочи. Или моя собака будет носить оружие для меня, и я бы снял его с ее шеи. Потенциально, если бы у меня была женщина-менеджер, и у нее была кошка, и кошка, возможно, была бы хорошим способом вывести пару детей из аудитории, и дети вызвали бы дисквалификацию, чтобы мне не пришлось терять пояс или что-то в этом роде. вот так.» 
Помимо этого, в рестлинге также популярна практика проведения матчей в загоне со свиньями, расположенном рядом с основной сценой. Среди прочего, в 1999 году Big Boss Man сразился с Элом Сноу за титул чемпиона WWF в матче, получившем название «Питомник из ада» в рамках турнира Unforgiven '99. Поединок противников прошел в стальной клетке. Цель матча состояла в том, чтобы рестлер сумел сбежать из клетки, избежав столкновения со сторожевыми собаками, которые были размещены между рингом и дверью клетки. Этот матч был назван одним из худших в истории рестлинга, поскольку собаки не проявляли какой — либо враждебности по отношению к соперникам, продолжая мочиться, испражняться и спариваться за пределами ринга.